# Marine libyenne

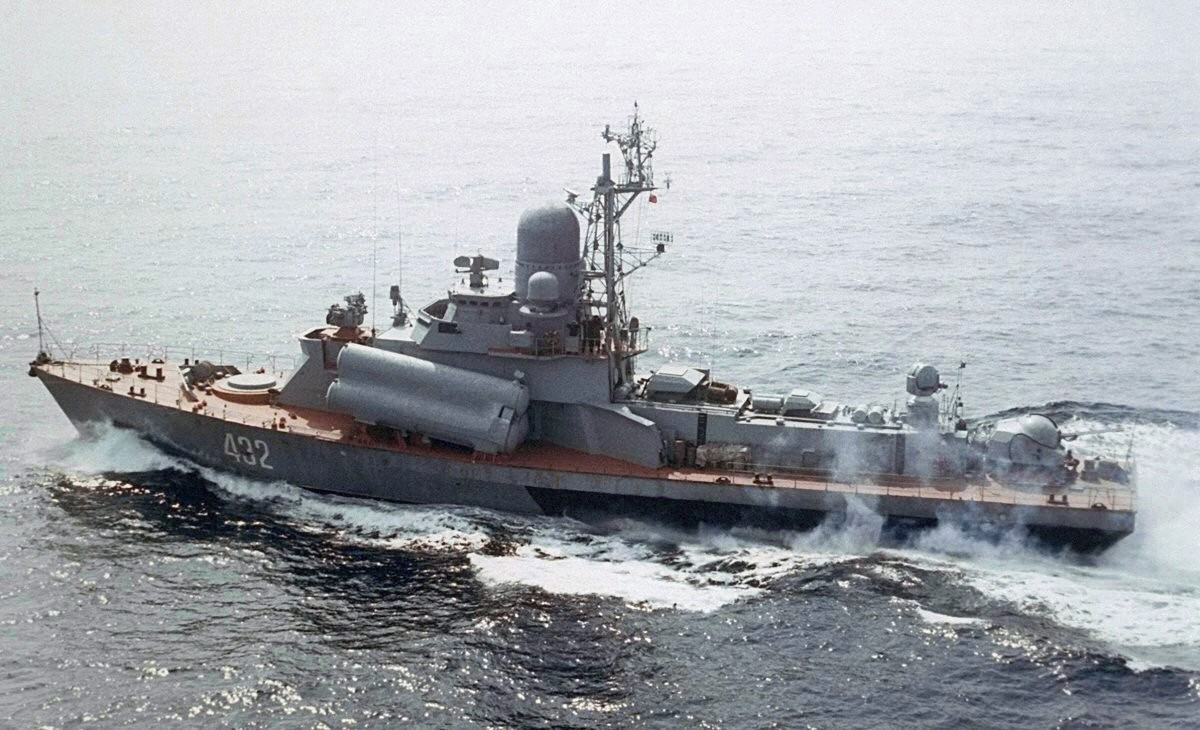
Corvette de classe Nanuchka. La Libye dispose d'un exemplaire de ce type en 2013.

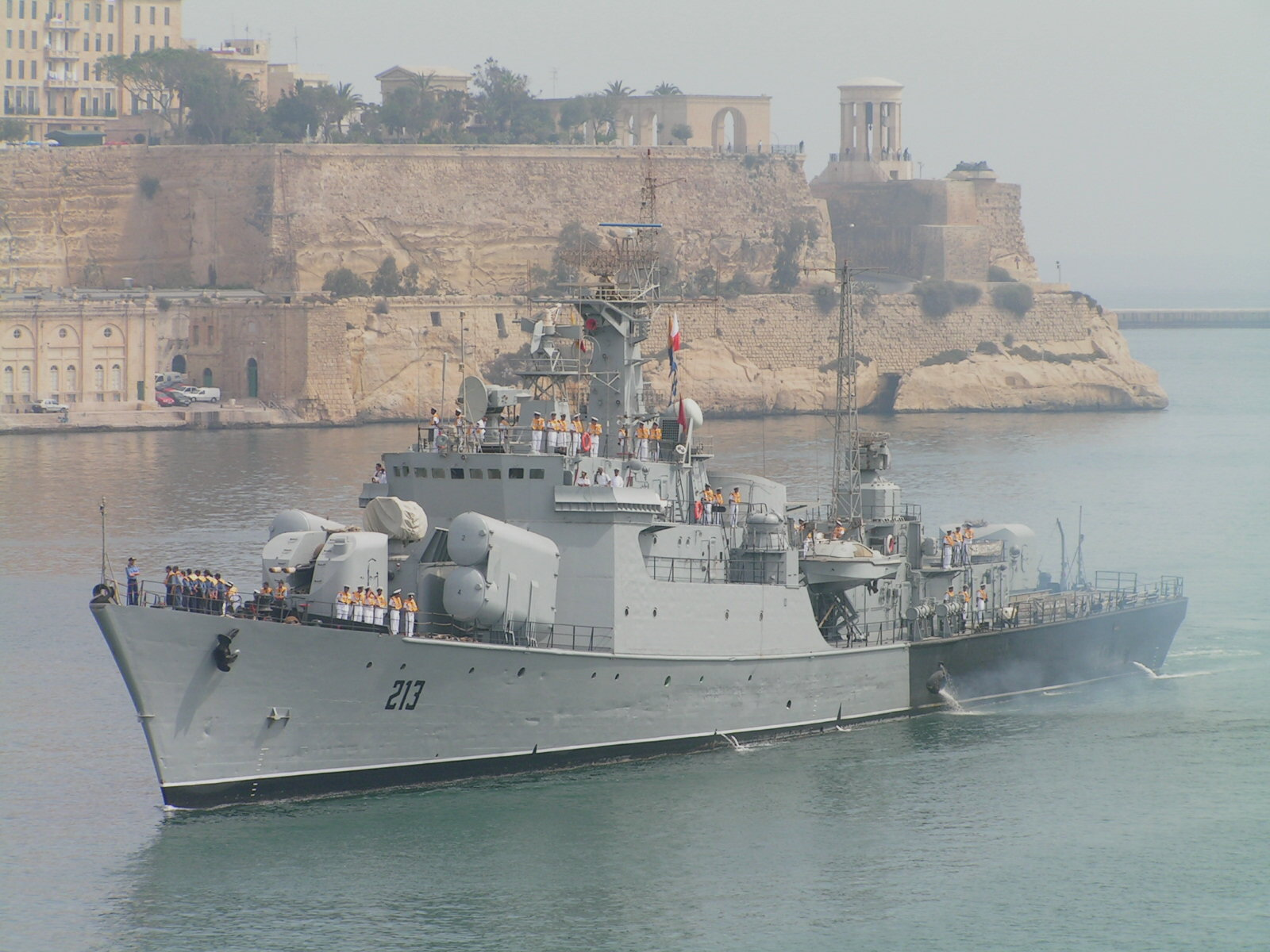
Frégate de classe Koni. La Libye dispose d'un exemplaire de ce type en 2013.

La marine libyenne est la branche maritime des forces armées libyennes, fondée en novembre 1962. La Libye entretient une petite flotte de frégates, de corvettes et de patrouilleurs pour défendre ses côtes. Toutefois, ses capacités défensives sont très limitées. Elle dispose de 2 800 personnels actifs, et son actuel commandant en chef est Osama al-Juwali. Ses quartiers-généraux sont basés à Tripoli.
Elle est commandée par le Conseil présidentiel libyen,.

## Jamahiriya arabe libyenne
Durant la guerre civile libyenne de 2011, l'équipage de la frégate 212 Al Hani de classe Koni refuse de canonner la ville de Benghazi et se réfugie dans la ville le 17 février 2011. La corvette Tariq-Ibn Ziyad (416) de classe Nanuchka, 2 patrouilleurs de classe Osa II et le dragueur de mines Ras Al Massad (123) feront plus tard également défection et s'abriteront à Benghazi.

## Liste des navires en 2013
L'inventaire de la marine libyenne en 2013 est le suivant :

### Frégates
- 1 frégate 'Al Han (212) de classe Koni (capturée dans la base navale de Benghazi lors de la guerre civile de 2011).

### Corvettes
- 1 corvette Tariq-Ibn Ziyad (416) de classe Nanuchka (capturée dans la base navale de Benghazi lors de la guerre civile de 2011).

### Dragueurs de mines
- 2 dragueur de mines de classe Natya (1 opérationnel, 1 retiré du service).

### Sous-marins
- 1 sous-marin Type 1159 de classe Foxtrot (capturé dans la base navale de Benghazi lors de la guerre civile de 2011). Celui-ci n'est en fait pas opérationnel en 2013 et a été retiré du service.

### Navires de débarquement
- 2 bâtiments de classe Polnochny, 132 Ibn Ouf et 134 Ibn Haritha[5],[6].